# Diga di Kırklareli
La diga di Kırklareli è una diga della Turchia. Si trova nella provincia di Kırklareli. Il fiume emissario si chiama Şeytandere (« torrente demonio ») o Büyük Dere (« Grande torrente »). Dopo varie confluenze con numerosi altri torrenti, si getta nel torrente Ergene Nehri, il quale a sua volta si getta nel fiume Maritsa (Evros) alla frontiera con la Grecia.